# Microxenops milleri
Microxenops milleri là một loài chim trong họ Furnariidae.